# Политические сети
Политические сети – это совокупность отношений, строящихся на активном и осознанном взаимодействии факторов, формирующих политические решения и участвующих в их выполнении.

## Особенности политических сетей
Политические сети обладают рядом отличительных особенностей, которые выделяют их среди иных форм управленческой деятельности в сфере публичных интересов:
- Данная структура является связующим звеном между государством и гражданским обществом. Данное взаимодействие выражается в общем интересе государственных, частных и общественных организациях, стремящихся к достижению общих целей.
- Между участниками политической связи существует ресурсная зависимость, которая формируется с помощью официальных соглашений.
- Политическая сеть обладает кооперативным интересом, что отличает ее от обычного рынка, где каждый в первую очередь стремится преследовать свой интерес и искать максимальную собственную выгоду от кооперации.
- Несмотря на распространенное мнение о том, что в структуре политической сети отсутствует иерархичность, позиция того или иного фактора в сети определяют показатели центральности, что в конечном счете формирует иерархию[2].

Политическая сеть – это договорная структура, состоящая из разного вида контрактов и соглашений, которые определяют правила коммуникации.
Т. Берцель, анализируя две школы в концепции политических сетей — немецкую и английскую, — дает следующее определение: «Политическая сеть представляет собой набор относительно стабильных взаимоотношений, по природе неиерархических и взаимозависимых, связывающих многообразие факторов, которые разделяют относительно политики общие интересы и обмениваются ресурсами для того, чтобы продвинуть эти интересы, признавая, что кооперация является наилучшим способом достижения общих целей»

## Виды политических сетей
Политические сообщества — политическая сеть, характеризующаяся стабильностью политических отношений, ограниченным членством, вертикальной взаимозависимостью, которая основана на коллективной ответственности за оказанные услуги и изоляцией от других сетей.
Профессиональные сети определяются преимуществом одного класса среди других. Эти сети выражают интересы особой группы и основаны на высокой степени вертикальной взаимозависимости.
Межуправленческие сети формируются на основе представительства местных властей. Их отличие выражается в вертикальной взаимозависимости, широкой горизонтальной структуре и способности взаимодействовать со многими другими сетями.
Сети производителей отличаются значительным влиянием на экономические интересы в политике. У данной сети гибкая форма членства.
Проблемные сети определяются большим количеством участников, но с маленькой степенью взаимозависимости. Стабильность и постоянство находятся здесь в большом почете, а структура имеет склонность к атомистичности.
Другие возможные виды: новые типологические подходы появились в начале 1990-х и конце 1980-х годов с целью объединения политических сетей в систему взаимоисключающих и обычно исчерпывающих категорий. Одна из возможных логик типологии основана на степени интеграции, размере членства и распределении ресурсов в сети. Эта категоризация возможно, наиболее важная из представленных Р. А. В. Родосом позволяет сочетать политические сообщества и проблемные сети с такими категориями, как профессиональная сеть, внутригосударственная сеть и сеть производителей.
Отдельные виды сложных политических сетей развиваются в международных организациях. Этому посвящена статья А. С. Бояшова, в которой рассмотрены следующие типы сетей: дипломатические (формирующиеся между государствами), институциональные (между международными организациями), организационные (между НКО).

## Политические сети в России
Для России политические сети обладают осложняющими факторами. Политическая сеть предполагает наличие сложной структуры. Политические сети в России строятся на традиционных принципах редукционизма, следовательно политические сети малоэффективны.
На данный момент России необходимо либо изменять старую систему управления, учитывая новые формы политических сетей, либо внедрять полностью новую систему, которая будет предполагать наличие качественно новых политических сетей.
Возникают сложности на этапе непосредственного взаимодействия факторов между собой. Это связано с нехваткой доверия и редукционной политикой в отношениях между ними.
Заинтересованные группы, стремящиеся к формированию политических сетей, чаще всего обделены или не имеют достаточной поддержки со стороны более сильных факторов.
Результатом такой политики является неэффективная модель политического управления и нестабильность в принятии политических решений.

## Cм.также
- https://en.wikipedia.org/wiki/Tanja_Börzel
- https://en.wikipedia.org/wiki/R._A._W._Rhodes
- Политология
- Политическая экономия
- Редукционизм